# Józef Wolny (dziennikarz)
Józef Wolny (ur. 9 sierpnia 1924 w Gorzycach, zm. 8 kwietnia 1990 we Wrocławiu) – polski dziennikarz.

## Życiorys
Urodził się 9 sierpnia 1924 roku w Gorzycach nad Olzą w rodzinie o patriotycznych tradycjach (ojciec był powstańcem śląskim, brat harcerzem, który zginął w Oświęcimiu, dwie siostry przeżyły obóz). Jako młodzieniec podczas okupacji niemieckiej przebywał w więzieniach w Rybniku, Cieszynie i Wrocławiu. Był też wywieziony na przymusowe roboty do fabryki obuwia w Landeshut (obecnie: Kamienna Góra).
Po wojnie związał się z Wrocławiem. W 1946 roku rozpoczął studia na Wydziale Prawa Uniwersytetu Wrocławskiego. W 1950 roku podjął pracę dziennikarską w „Słowie Polskim”, następnie w rozgłośni Polskiego Radia, gdzie przepracował 35 lat. Podczas pracy radiowca specjalizował się w sprawach Śląska i różnych aspektach stosunków polsko-niemieckich.
Współpracował przy tworzeniu ośrodka Telewizji Wrocław.
Był rzecznikiem dyscyplinarnym Stowarzyszenia Dziennikarzy Polskich we Wrocławiu, pracował w Wojewódzkiej Komisji Badania Zbrodni Hitlerowskich, był prezesem Wrocławskiego Oddziału Stowarzyszenia Wisła-Odra. Był także współorganizatorem porozumienia między Wrocławiem a Wiesbaden. Przez trzy kadencje pełnił funkcję radnego Miejskiej Rady Narodowej miasta Wrocławia.
Uhonorowany m.in.: Krzyżem Oficerskim i Kawalerskim Orderu Odrodzenia Polski, Złotym Krzyżem Zasługi, Medalem Rodła, Odznaką „Zasłużony Działacz Kultury”, Odznaką „Zasłużony dla Dolnego Śląska”, Nagrodą Miasta Wrocławia, złotą odznaką „Zasłużony dla Polskiego Radia”.

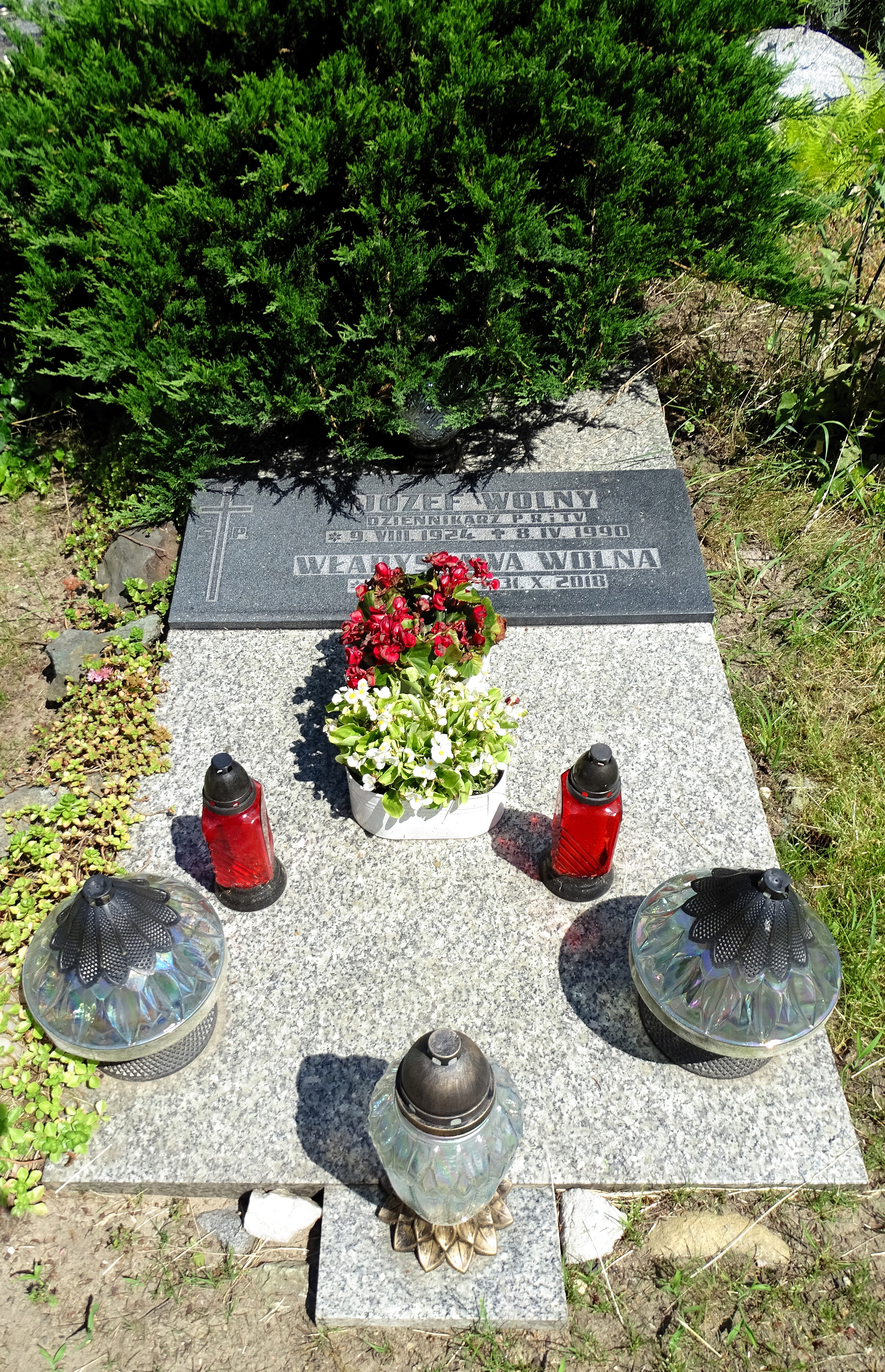
Grób Józefa Wolnego na cmentarzu przy ul. Smętnej we Wrocławiu

Zmarł we Wrocławiu 8 kwietnia 1990 roku w wieku 65 lat. Pochowany został na cmentarzu Świętej Rodziny.